# 加茂桐箪笥
加茂桐箪笥（かもきりたんす）は、新潟県加茂市周辺で生産されている桐の箪笥。
1976年12月15日(昭和51年)に、経済産業大臣指定伝統的工芸品に指定された。
加茂市や隣接する南蒲原郡田上町を中心に、2018年現在でも多数の箪笥屋がある。

## 歴史
江戸時代・天明年間(1781 - 1789年)に家具などを作る指物師である丸屋小右エ門が杉材で箪笥を作ったのが始まりと言われている。
明治時代の初期には、北海道から東北地方にかけて加茂桐箪笥が出荷されるようになり、加茂市は桐箪笥の産地として発展した。